# Team Volksbank/2008
Deze pagina geeft een overzicht van de wielerploeg Team Volksbank in 2008.
| Naam                | Geboortedatum | Nationaliteit | Ploeg 2007                  |
| ------------------- | ------------- | ------------- | --------------------------- |
| Josef Benetseder    | 10-02-1983    | Oostenrijk    |                             |
| Andreas Dietziker   | 15-10-1982    | Zwitserland   | Team LPR                    |
| Alexander Egger     | 03-01-1987    | Oostenrijk    | neoprof                     |
| Gerrit Glomser      | 01-04-1975    | Oostenrijk    |                             |
| Alexander Gufler    | 09-02-1983    | Italië        | Hadimec                     |
| Pascal Hungerbühler | 22-02-1977    | Zwitserland   |                             |
| André Korff         | 04-06-1973    | Duitsland     | T-Mobile Team               |
| Philipp Ludescher   | 03-01-1987    | Oostenrijk    |                             |
| Harald Morscher     | 22-01-1972    | Oostenrijk    |                             |
| Daniel Musiol       | 27-03-1983    | Duitsland     | Wiesenhof Felt              |
| Olaf Pollack        | 20-09-1973    | Duitsland     | Wiesenhof Felt              |
| Peter Presslauer    | 17-06-1972    | Oostenrijk    | onbekend                    |
| Elias Schmäh        | 26-09-1986    | Zwitserland   | Hadimec                     |
| Christoph Sokoll    | 09-05-1986    | Oostenrijk    | neoprof                     |
| Florian Stalder     | 13-09-1982    | Zwitserland   |                             |
| René Weissinger     | 11.12.1978    | Duitsland     |                             |
| Cameron Wurf        | 03-08-1983    | Australië     | tot 01-06-2008 :Cinelli OPD |

1999 · 2000 · 2001 · 2002 · 2003 · 2004 · 2005 · 2006 · 2007 · 2008 · 2009 · 2010 · 2011